# Электрон Е19
Электрон Е19 (укр. Електрон Е19) - 12-метровый низкопольный электробус общей вместимостью 80 человек (в том числе 36 мест для сидения), изготовленный предприятием «Электронтранс». Оснащён аккумулятором с напряжением 414 В и ёмкостью 700 А·ч, что позволяет на одном заряде проехать около 280 км.

## История
В 2013 году отдел жилищного хозяйства и инфраструктуры Львовского горсовета провёл тендер на закупку электробуса, победителем торгов стало ООО «Электронтранс». Однако средств в бюджете на электробус не было, а следовательно договор был расторгнут.
В июне 2015 года отдел жилищного хозяйства и инфраструктуры Львовского горсовета по результатам открытых торгов заказал электробус Электрон Е191 у СП «Электронтранс».
9 ноября 2015 во Львове представили первый электробус, который вышел на маршрут в 2016 году.
10 сентября 2020 года был подписан меморандум на поставку 250 автобусов на протяжении следующих трёх лет.

## Технические характеристики
Электробус Е19 оснащён ведущим электропортальным мостом ZF AVE 130 с интегрированными асинхронными трёхфазными электродвигателями мощностью 120 кВт каждый. Электрическая ёмкость батареи аккумуляторов составляет 700 А*час. Максимальный паспортный запас хода на накопителях без подзарядки - 200-300 км. На подзарядку электробуса нужно до 6-7 часов. Система управления тяговыми электродвигателями транзисторная. Максимальная скорость - 70 км/час.
Аккумуляторы электробуса безопасны в эксплуатации и имеют большой ресурс (от 5000 до 8000 циклов «заряд-разряд» в зависимости от условий эксплуатации и обслуживания). Бортовое зарядное устройство обеспечивает зарядку батареи от сети 380 В.
Стоимость Электрона Е19, по состоянию на ноябрь 2015 – январь 2016 года, составляла 9 млн гривен. (ок. 400 тысяч $).